# Melinis biaristata
Melinis biaristata là một loài thực vật có hoa trong họ Hòa thảo. Loài này được (Rendle) Stapf & C.E.Hubb. mô tả khoa học đầu tiên năm 1926.